# I farans riktning
I farans riktning är en kriminalroman från 2013 skriven av Viveca Sten. Det är den sjätte i en serie Sandhamnsdeckare om kriminalinspektören Thomas Andreasson och juristen Nora Linde. 